# ماساکی ساکاموتو
ماساکی ساکاموتو (انگلیسی: Masaki Sakamoto؛ زادهٔ ۲۴ ژوئن ۱۹۹۶) بازیکن فوتبال اهل ژاپن است.
از باشگاه‌هایی که در آن بازی کرده‌است می‌توان به باشگاه فوتبال سرزو اوساکا اشاره کرد.